# Aubervilliers
Die Gemeinde Aubervilliers [obɛʁvi'lje] ist eine Stadt im Norden der französischen Hauptstadt Paris, deren Stadtgebiet sich direkt an das von Paris anschließt. Sie gehört zum Département Seine-Saint-Denis in der Region Île-de-France und hat 89.489 Einwohner (Stand 1. Januar 2022).

## Geographie
Aubervilliers grenzt im Westen an Saint-Denis, im Norden an La Courneuve, im Osten an Pantin und im Süden an Paris. Der Westen der Stadt wird von dem Canal Saint-Denis durchzogen.
Aubervilliers gliedert sich in die Kantone Kanton Aubervilliers-Est und Kanton Aubervilliers-Ouest auf.

## Geschichte

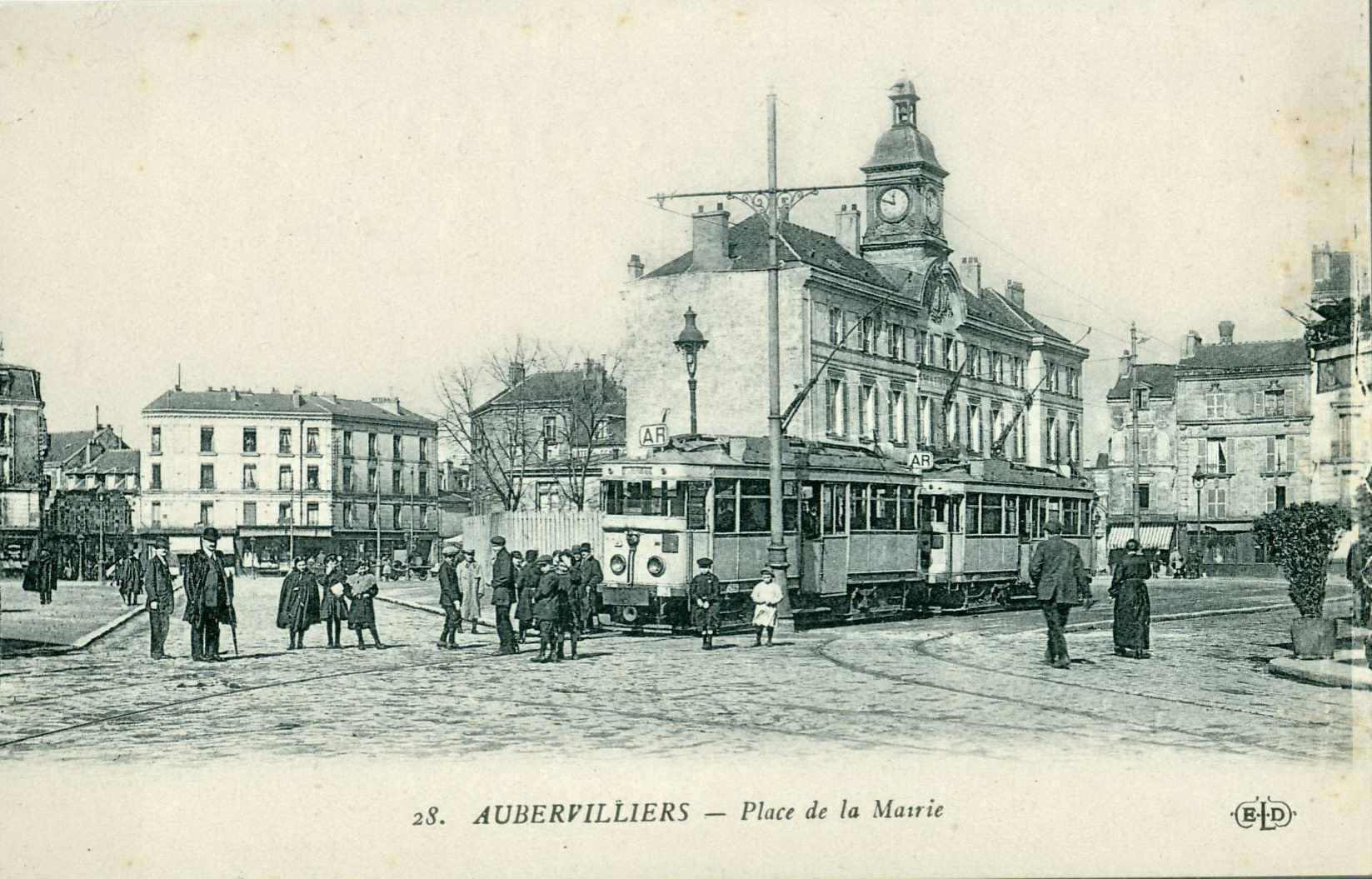
Place de la Mairie (vor 1914)

Der Ort wurde 1060 erstmals urkundlich erwähnt, als König Heinrich I. der Abtei Saint-Martin-des-Champs in Paris Güter in Aubervilliers schenkte.
Bis in das 19. Jahrhundert hinein war sie von der Landwirtschaft geprägt. Erst durch das Anwachsen von Paris änderte sich das Stadtbild. Industrien siedelten sich an, dementsprechend vergrößerte sich die Bevölkerung durch den Zuzug von Industriearbeitern aus Paris in den weniger teuren Vorort. Seit den 1960er Jahren kamen Hochhäuser in Plattenbauweise hinzu, in denen sich vor allem Einwanderer niederließen. Heute ist Aubervilliers eine multikulturelle Stadt mit 41 unterschiedlichen Nationalitäten. 
Die Stadt war ein Schauplatz der Unruhen in Frankreich 2005.

## Verkehr

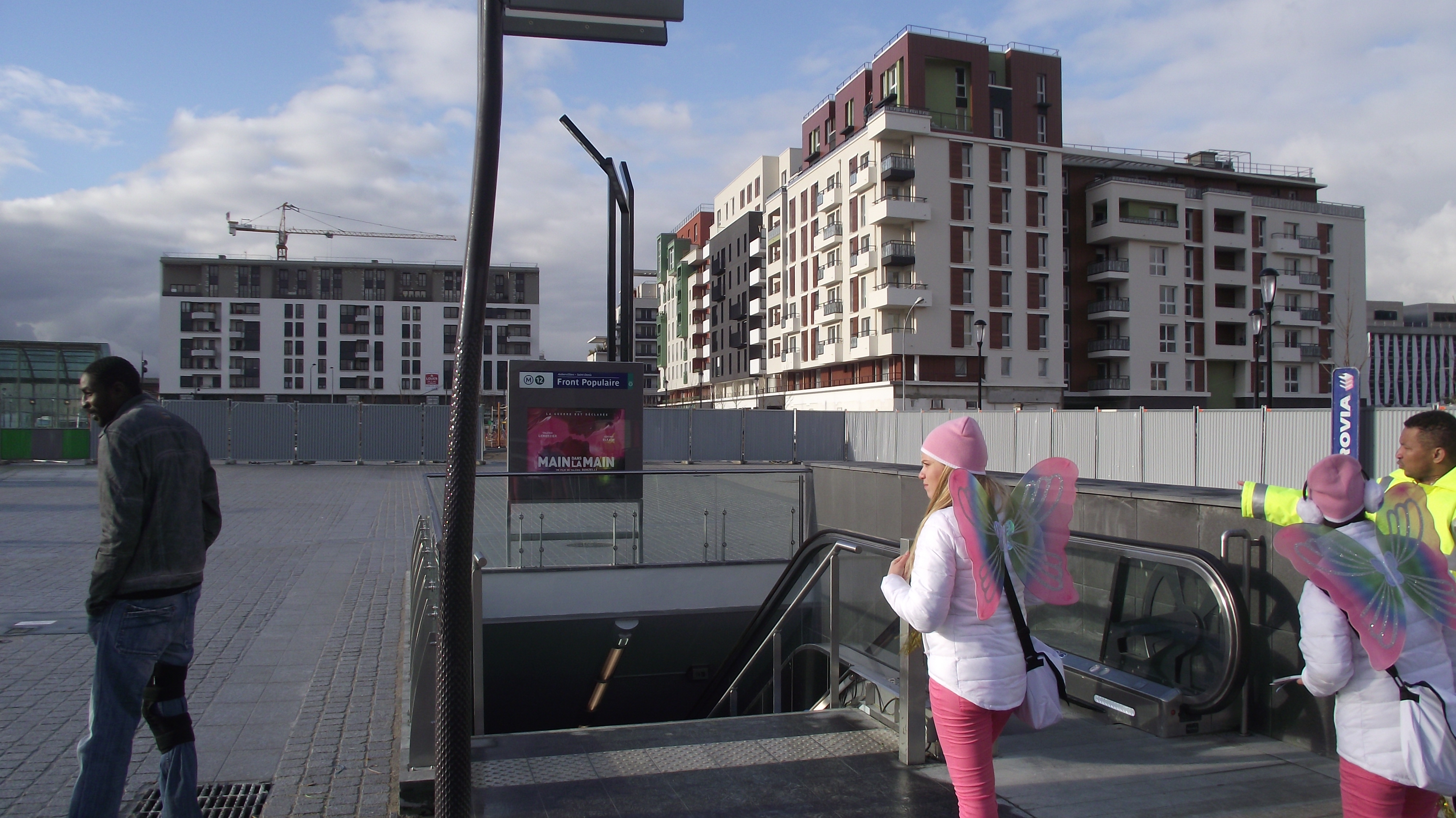
Eingang zur Métrostation Front Populaire

Aubervilliers ist mit den Stationen Aubervilliers – Pantin – Quatre Chemins, Fort d’Aubervilliers und Front Populaire an das Netz der Pariser Métro angeschlossen. Des Weiteren hat die Stadt zwei Bahnhöfe an der Strecke des RER B und eine Station an der Linie 3b der Pariser Straßenbahn.

## Politik
Aubervilliers ist traditionell eine Hochburg der politischen Linken. Seit 1944 wurde die Stadt bis 2008 stets von kommunistischen Bürgermeistern regiert und wurde es von 2014 bis 2020 wieder. Seit 2020 ist Karine Franclet (UDI) Bürgermeisterin.

### Städtepartnerschaften
- Jena, Deutschland (seit 1999)
- Boully, Mauretanien
- Empoli, Italien
- Beit-Jala, Palästinensische Autonomiegebiete

## Sehenswürdigkeiten
Siehe auch: Liste der Monuments historiques in Aubervilliers
- Fort d’Aubervilliers
- Notre-Dame des Vertus
- Hôtel de Ville, erbaut in den 1840er Jahren

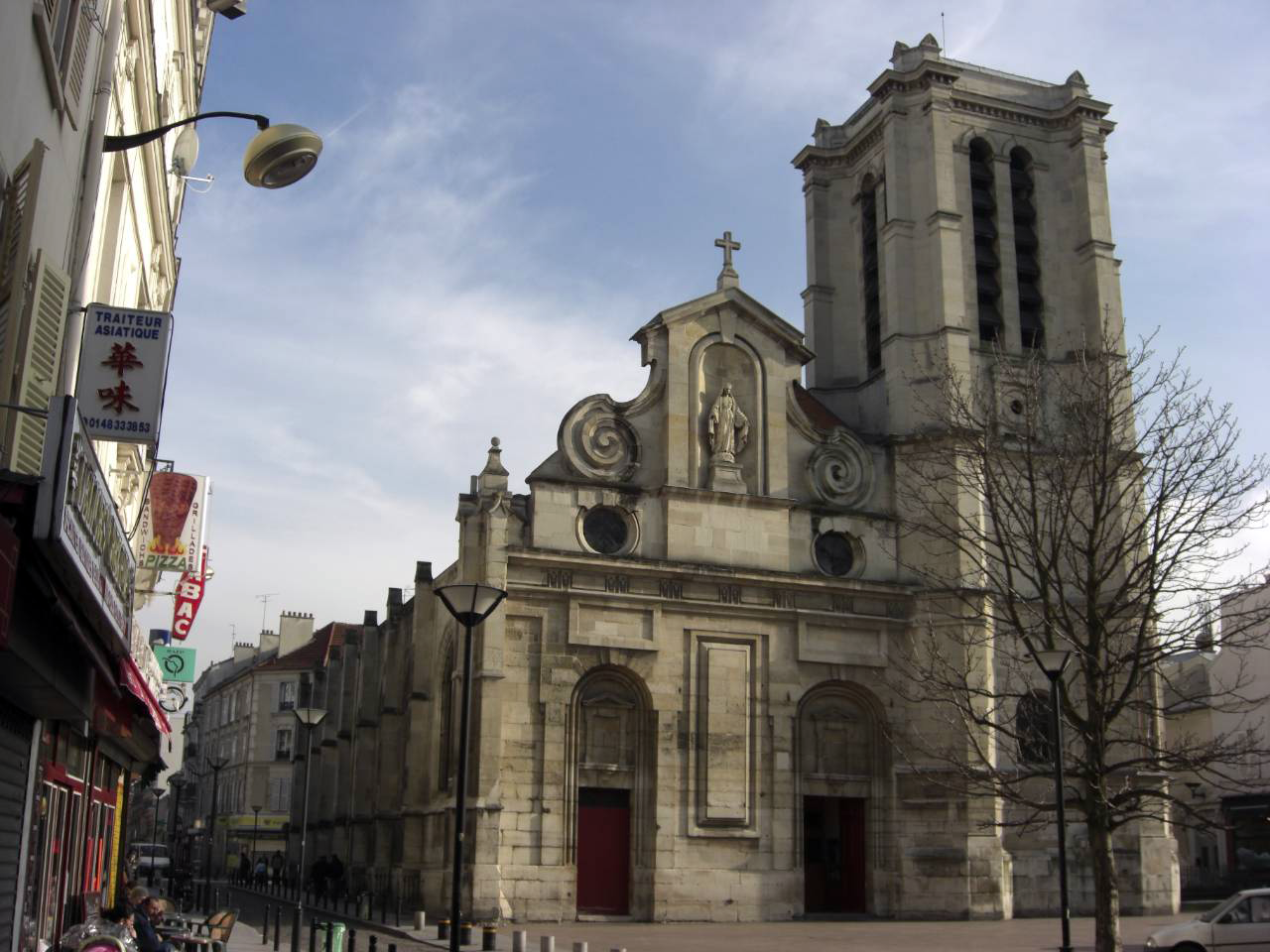
Notre-Dame des Vertus.
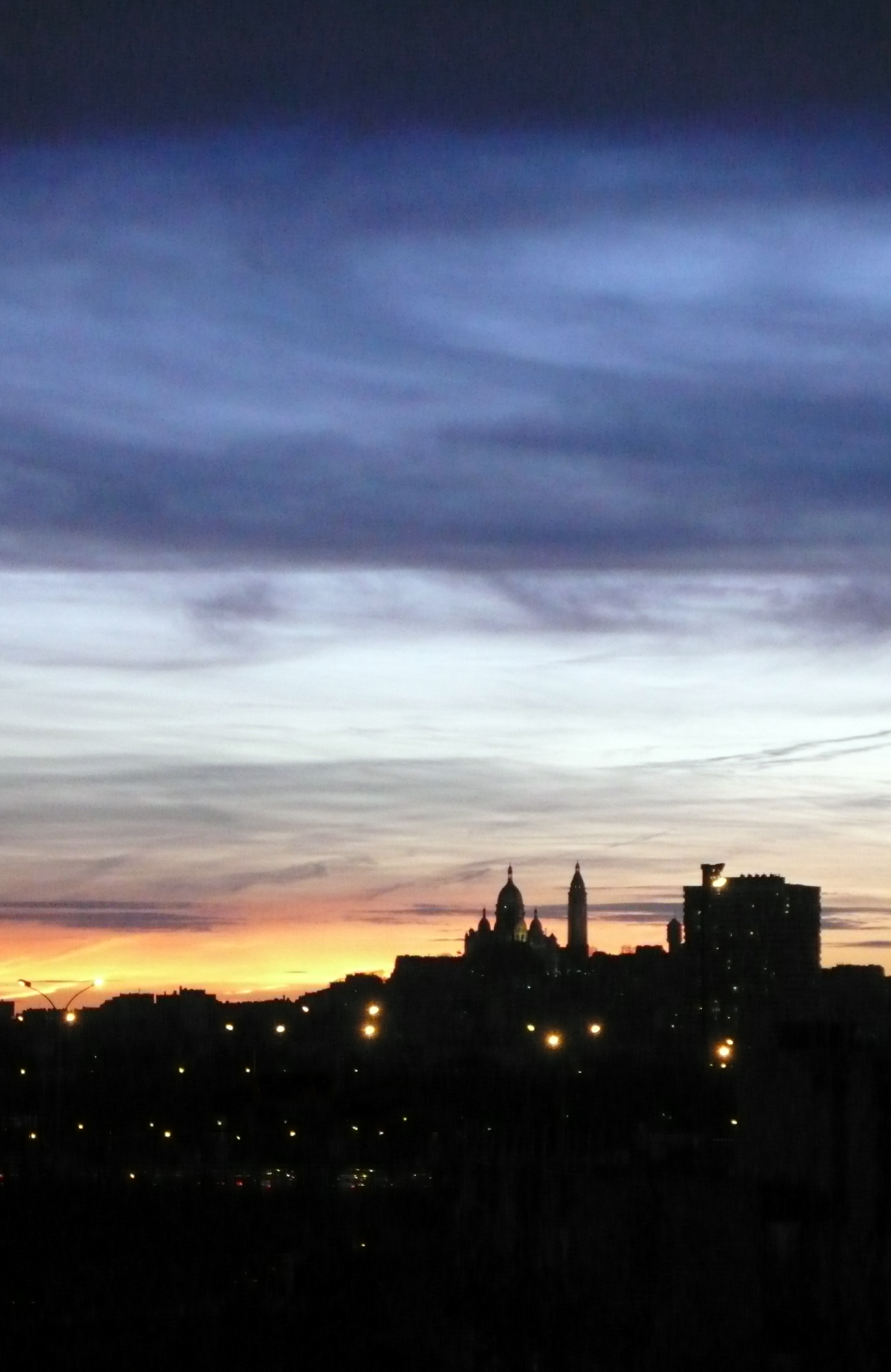
Blick von Aubervilliers auf Montmartre.
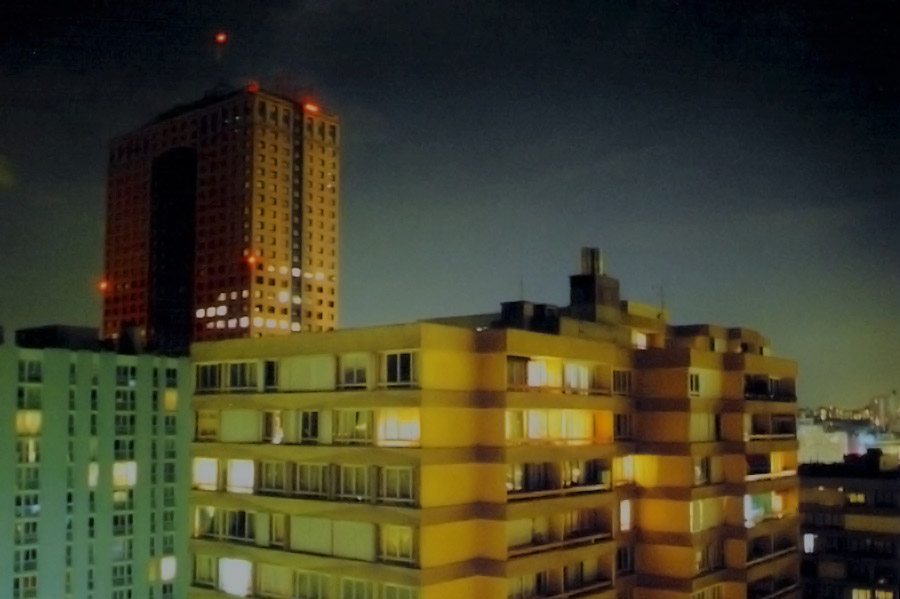
Blick aus einer Wohnung in Aubervilliers; im Hintergrund das Hochhaus Tour La Villette.

## Persönlichkeiten
- Robert Jacquinot (1893–1980), Radrennfahrer
- Fernand Canteloube (1900–1976), Radrennfahrer und Olympiasieger
- Gérard Grizzetti (* 1943), Fußballspieler
- Bernard Vallée (1945–2021), Fechter
- Jean-Baptiste Mondino (* 1949), Fotograf, Grafiker und Videoregisseur
- Salima Yenbou (* 1971), Lehrerin und Politikerin
- Christophe Kempé (* 1975), Handballspieler
- Virginie Ledoyen (* 1976), Schauspielerin
- Bruno Custos (* 1977), Fußballspieler
- Yann Gozlan (* 1977), Filmregisseur und Drehbuchautor
- Ludovic Fardin (* 1985), Fußballspieler
- Samy Seghir (* 1994), Schauspieler
- Fousseni Diabaté (* 1995), Fußballspieler
- Nader Ghandri (* 1995), tunesisch-französischer Fußballspieler
- Lenda Vumbi (* 1995), Fußballspieler
- Brighton Labeau (* 1996), Fußballspieler
- Brandon Soppy (* 2002), Fußballspieler
- Reda Belahyane (* 2004), französisch-marokkanischer Fußballspieler
- Joane Gadou (* 2007), Fußballspieler